# Balch (cratère)
Pour les articles homonymes, voir Balch.
Balch est un cratère de 40 km de diamètre situé sur Vénus. Il a été nommé en l'honneur de Emily Balch. Il est un des rares cratères tectoniquement modifiés vu sur Vénus.